# There's Something About a Soldier
There's Something About a Soldier es un corto de animación estadounidense de 1934, de la serie de Betty Boop. Fue producido por los estudios Fleischer y distribuido por Paramount Pictures. En él aparecen Betty Boop y Fred, su novio.

## Argumento
Se acerca una plaga de mosquitos gigantes a la ciudad y los hombres son llamados a filas. El alistamiento corre a cargo de Betty Boop, y Fred, su novio, es uno de los ciudadanos que se alista para combatir tan feroz enemigo.

## Producción
There's Something About a Soldier es la trigésima primera entrega de la serie de Betty Boop y fue estrenada el 17 de agosto de 1934.